# 小行星9206
小行星9206（英語：9206 Yanaikeizo）是一颗围绕太阳公转的小行星。1994年9月1日，圓舘金、渡邊和郎在北见发现了此天体。
这颗小行星的绝对星等为342.80377等。